# Аквабуона (Модена)
Аквабуона (итал. Acquabuona) је насеље у Италији у округу Модена, региону Емилија-Ромања.
Према процени из 2011. у насељу је живело 74 становника. Насеље се налази на надморској висини од 711 м.